# Číměř (okres Jindřichův Hradec)
Číměř (německy Schamers, dříve také Čachomiřice) je obec v okrese Jindřichův Hradec v Jihočeském kraji. Žije v ní 678 obyvatel. Číměř leží na hlavní silnici Jindřichův Hradec – Nová Bystřice, v údolí Koštěnického potoka. Další silnice z Číměře vedou do Bílé, Sedla, Kunějova a Dobré Vody. Území patří do přírodního parku Česká Kanada, velmi málo dotčeného negativním působením ekonomiky.

## Historie
Nejstarší zmínky o osadě jsou z poloviny 13. století, kdy patřila augustiniánskému klášteru v Třeboni. V roce 1463 se dostala k jindřichohradeckému panství. Už podle nejstarších záznamů je Číměř uváděna jako městečko, které mělo právo pořádat trhy, obchodovat se solí a vínem, mělo robotní úlevy a mohlo používat znak. Za třicetileté války bylo vypáleno Švédy. Zásluhou Jáchyma Slavaty byla Číměř obnovena a v roce 1674 dokonce povýšena na město. Po vymření pánů Slavatů z Chlumu na počátku 18. století se Číměř dostala k Černínům, novým hradeckým pánům.
V 19. století byla Číměř významnou poštovní stanicí mezi Vídní a Prahou. V roce 1870 žilo v Číměři 784 obyvatel, byla zde škola, k městečku patřily mlýny Kličkův a Traxlerův (něm. Traxlermühle). V 19. století se velká část obyvatelstva zabývala výrobou plátna. Převažovalo německy mluvící obyvatelstvo, které pak bylo po roce 1945 vysídleno.
V letech 1938 až 1945 byla obec v důsledku uzavření Mnichovské dohody přičleněna k nacistickému Německu.

## Současnost
V obci se nalézá několik restauračních zařízení a obchod se smíšeným zbožím. Místo je také napojeno na síť cyklistických stezek. Mezi Číměří a blízkou Dobrou Vodou je lokalizován lom, v němž stále probíhá těžba. V současné době místní bohatou historii připomíná iniciativa místních samospráv vedoucí k propagaci turismu, obcí je trasována turistická stezka věnovaná právě v minulosti rozkvétajícímu textilnímu průmyslu.

## Příroda
- Přírodní památka Rybník Růže[4]

## Obyvatelstvo
| Rok            | 1869  | 1880  | 1890  | 1900  | 1910  | 1921  | 1930  | 1950  | 1961  | 1970 | 1980 | 1991 | 2001 | 2011 | 2021 |
| -------------- | ----- | ----- | ----- | ----- | ----- | ----- | ----- | ----- | ----- | ---- | ---- | ---- | ---- | ---- | ---- |
| Počet obyvatel | 2 623 | 2 658 | 2 505 | 2 418 | 2 226 | 2 066 | 1 982 | 1 372 | 1 006 | 896  | 821  | 665  | 652  | 693  | 685  |
| Počet domů     | 371   | 390   | 404   | 389   | 398   | 399   | 404   | 323   | 252   | 233  | 209  | 282  | 286  | 323  | 347  |

## Obecní správa

### Části obce
Obec Číměř se skládá ze sedmi částí na sedmi katastrálních územích:
- Číměř (i název k. ú.)
- Bílá (k. ú. Bílá u Sedla)
- Dobrá Voda (k. ú. Dobrá Voda u Číměře)
- Lhota (k. ú. Lhota u Sedla)
- Nová Ves (k. ú. Nová Ves u Sedla)
- Potočná (k. ú. Potočná u Číměře)
- Sedlo k. ú. Sedlo u Číměře)

### Obecní symboly
Znak obce je historický, vlajka byla obci udělena rozhodnutím předsedy Poslanecké sněmovny Parlamentu České republiky dne 28. listopadu 2000.

## Pamětihodnosti
- Kostel svatého Jiljí
- Boží muka u silnice do Nové Bystřice
- Barokní kašna
- Socha sv. Jana Nepomuckého na mostě

## Zajímavosti
- Dominantou městečka je věž chrámu svatého Jiljí ze 13. století, jenž se farním stal v roce 1857. Věž byla postavena při renesanční přestavbě kostelní lodi v roce 1616. Barokně byl přestavěn v druhé polovině 17. století. Ve věži je zvon svatý Josef, který věnoval rodák, kanovník metropolitní kapituly Josef Binder. Zvon má hlavní tón h1, spodní průměr osmdesát centimetrů a váží 430 kilogramů. V roce 1907 jej ve Vídeňském Novém Městě v Rakousku ulil zvonař Peter Hilzer.
- Na severní stěně kostela byla v roce 1998 připevněna mramorová deska se jmény deseti amerických vojáků, jejichž bombardér zde za druhé světové války svedl souboj s německými letadly.
- V parčíku před kostelem stojí pomník obětem první světové války. Zajímavostí pomníku jsou dva dělové náboje zabudované v jeho východní straně. Ostatní doplňky pomníku byly po roce 1945 odstraněny.

## Fotogalerie

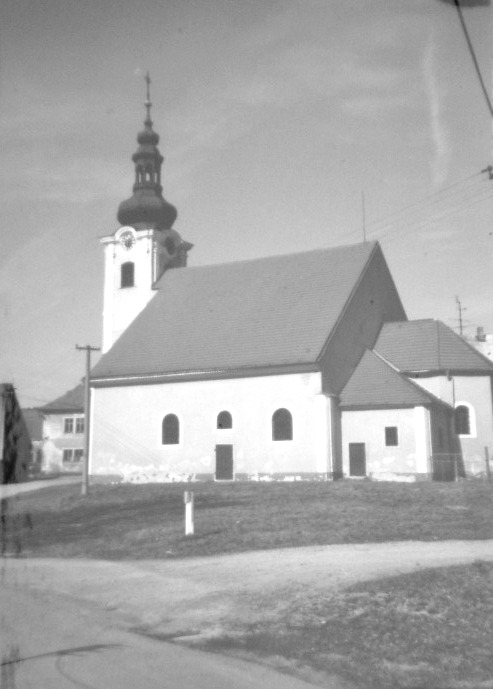
Kostel svatého Jiljí v Číměři
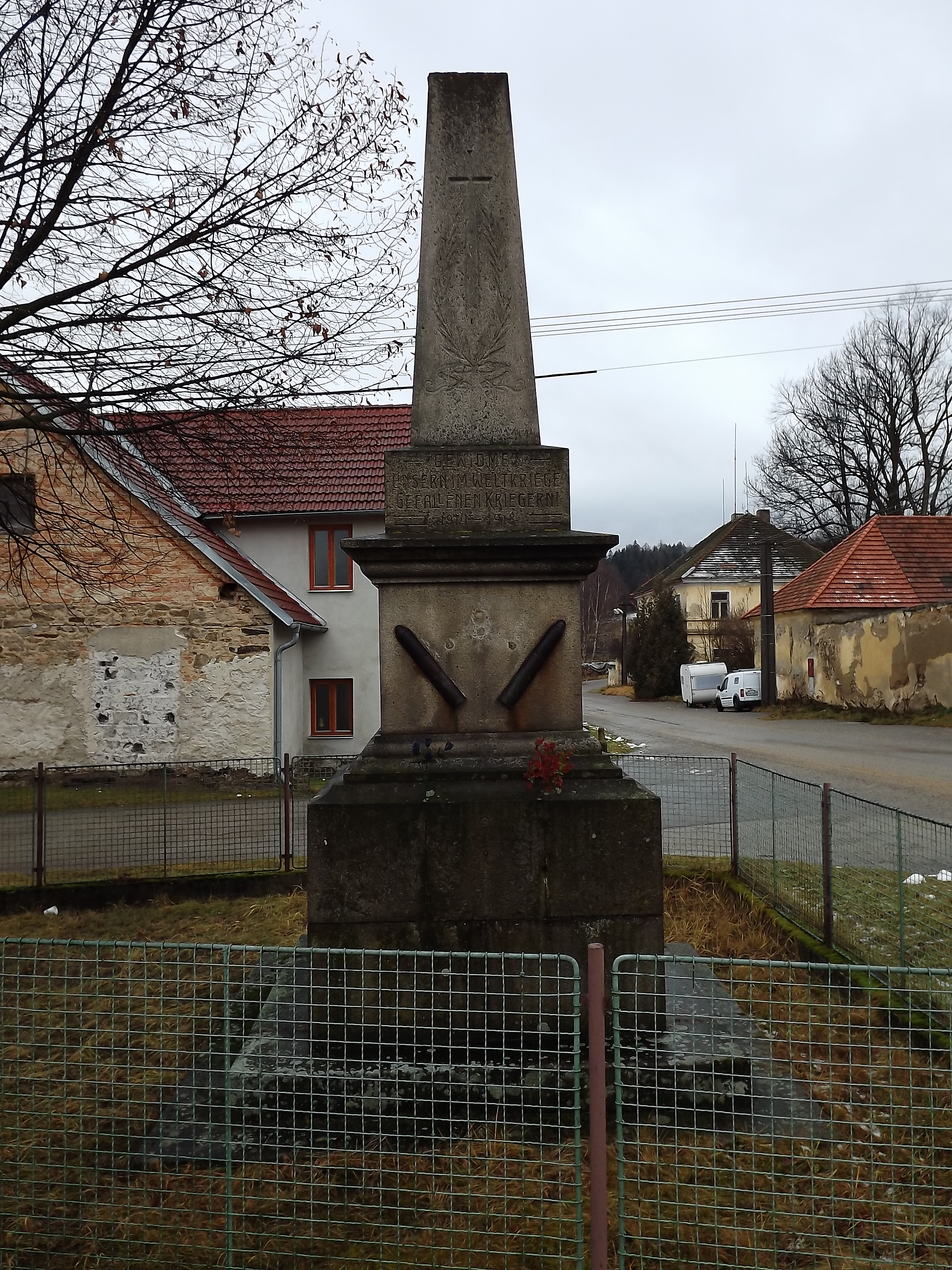
Pomník s náboji
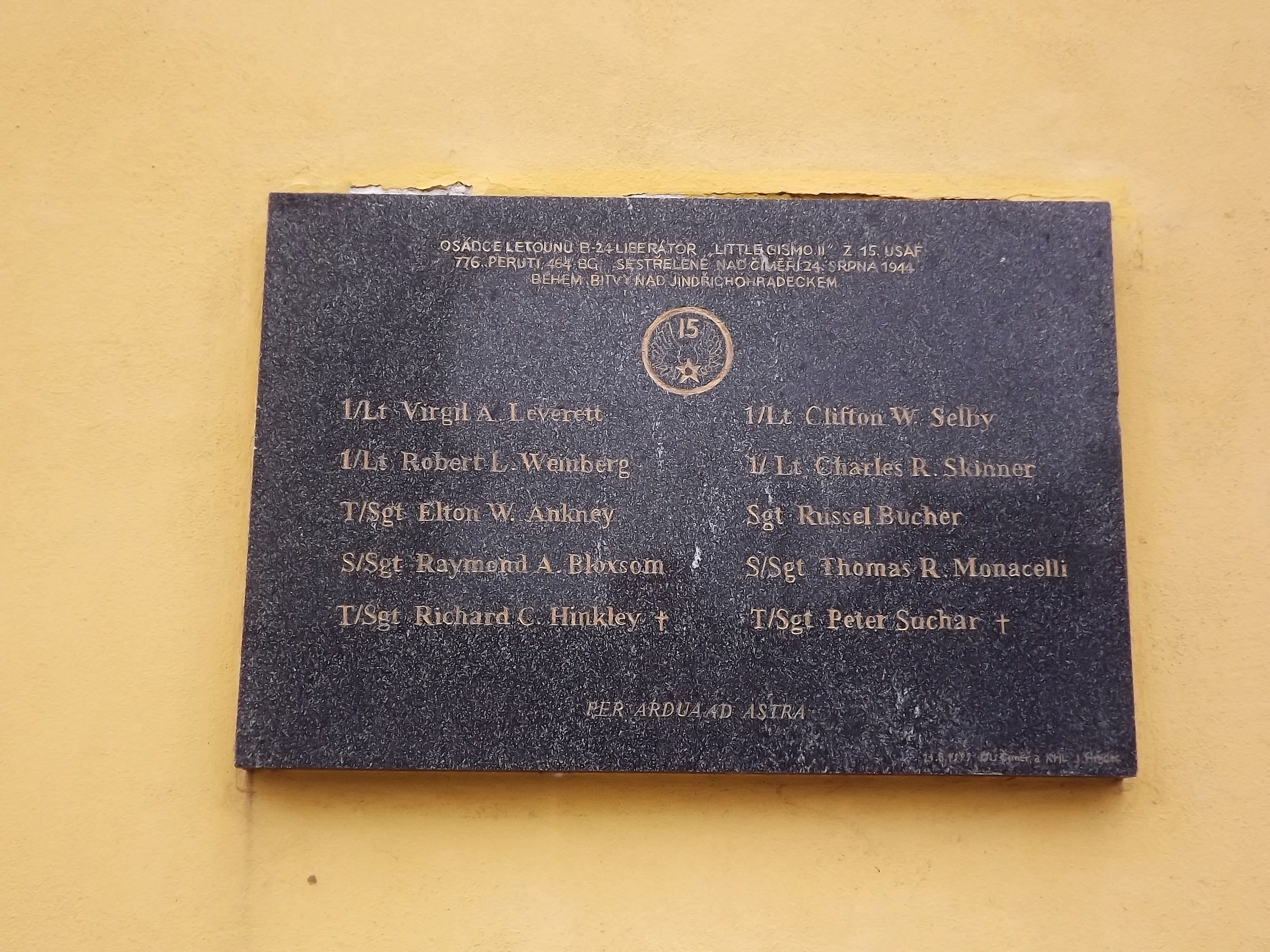
Jména pilotů bombardéru B24